# Кити (река)
Кити (Чивалак-оя) — река в России, протекает в Республике Карелия. Длина реки составляет 10 км.
Впадает в Пяозеро на высоте 109,5 м над уровнем моря.

## Данные водного реестра
По данным государственного водного реестра России относится к Баренцево-Беломорскому бассейновому округу, водохозяйственный участок реки — Ковда от истока до Кумского гидроузла, включая озёра Пяозеро, Топозеро. Речной бассейн реки — бассейны рек Кольского полуострова и Карелии, впадает в Белое море.
Код объекта в государственном водном реестре — 02020000412102000000543.